# 兩棲坦克

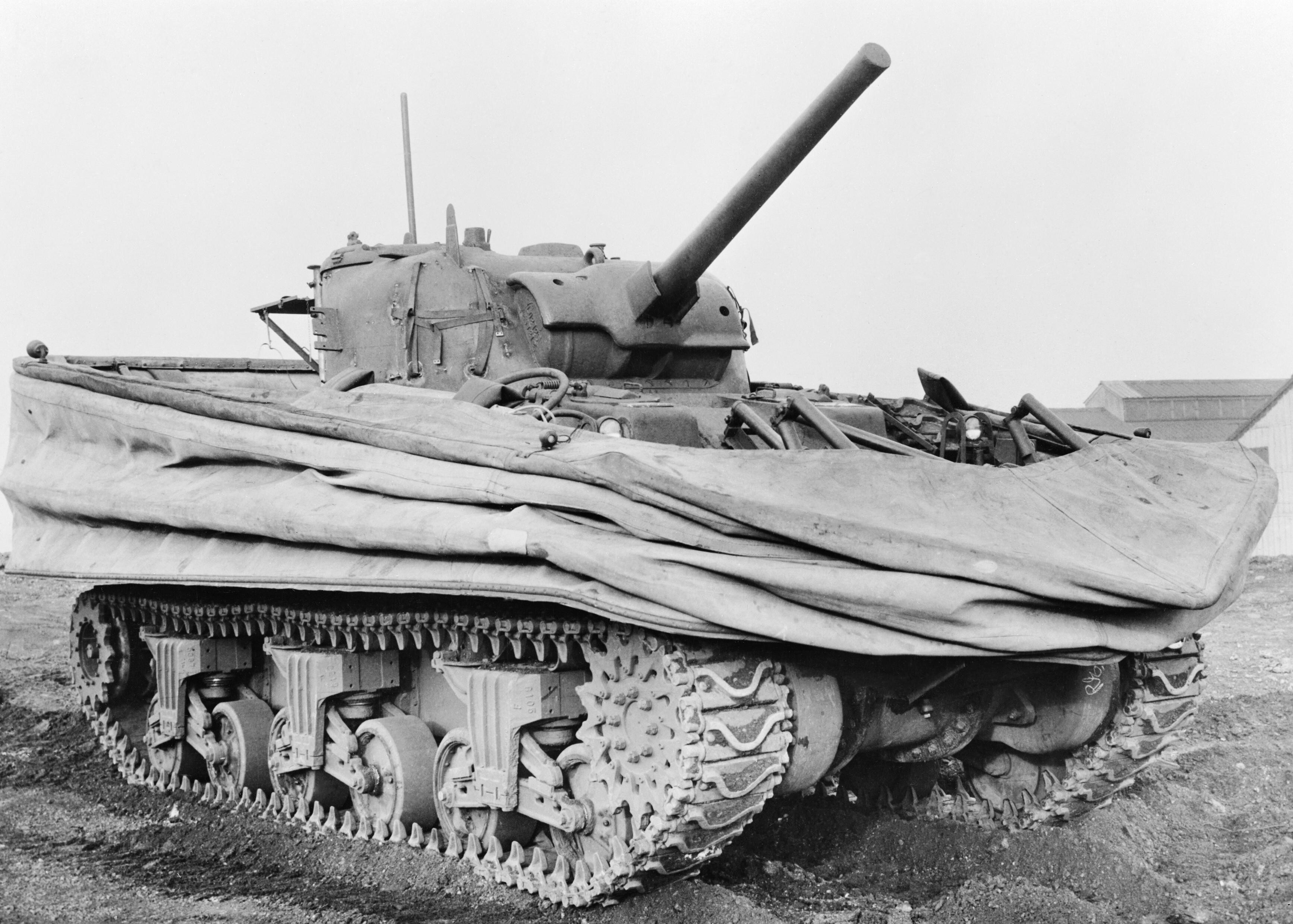
雪曼DD戰車

兩棲坦克是指不僅可以通過陸地，還可以通過漂浮或潛水的方式穿越河流等障礙物的坦克。 根據在水中的運動方式，它們也被稱為潛水罐或浮罐。

## 概述
概括地說，有兩種運輸方式：漂浮方式，像船一樣漂浮在水面上；潛水方式，在水底行駛。

### 漂浮法

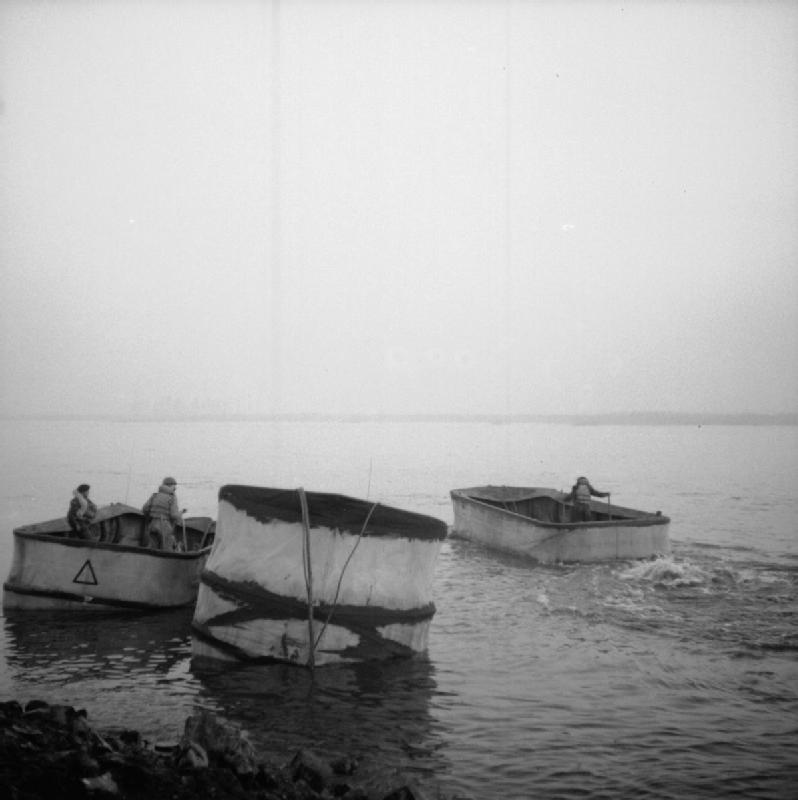
雪曼DD坦克漂浮著

這種方法透過將車輛本身設計得輕量化或根據需要附加浮力材料，使得車輛能夠像船一樣在水上航行。 在某些情況下，會部署可折疊螢幕來提供浮力。 獲得推進力的常見方法有兩種：移動水軌進行陸地行駛和使用特殊的螺桿，也有在啟動輪上附有蹼輪的明輪船方法的實驗示例。 就履帶式而言，履帶的形狀易於在水上產生推進力。
漂浮系統的缺點是必須重量輕，難以提供足夠的武器和裝甲。 結果，實際發展的例子很多戰鬥力並不大於輕型坦克。現有的常規坦克在許多情況下需要額外配備浮力材料，所需的浮力材料變得巨大，導致其難以投入實際使用。 此外，雖然螺旋槳對於提高水上航行的速度是必要的，但它也有一個缺點，即在陸地上操作時它會成為不必要的重負載。
儘管沒有任何武器可以使它們成為“兩棲坦克”，但許多現代裝甲車都具有漂浮能力，可以用於渡河。 然而，許多人為了防禦而放棄了漂浮能力，有些人最初能夠漂浮，但由於強化裝甲導致重量增加而失去了這種能力。

### 潜水穿越法
這種方法可以讓您使用通氣管在水下表面航行。 與漂浮型相比，重量限制更寬鬆，因此具有容易裝備足夠的武器和裝甲的優點。 另一方面，需要承受水壓並保持完全水密，需要開發複雜的通氣管機構，而且還存在因水下地形而無法操作的風險。 第二次世界大戰期間，許多德國坦克都使用它。
世界各國的現代主戰坦克都額外配備了通氣管，可以穿越3至5公尺深的河流。 相反，在現代，坦克具有一定程度的潛水能力已經很常見，因此具有這種能力的坦克很少被稱為兩棲坦克。

## 歷史

### 第二次世界大战前
第一次世界大戰期間現代坦克出現後，兩棲坦克的研究於1920年代開始。例如，日本陸軍於1926年試製了小型兩棲裝甲車（輪胎和履帶相結合的半履帶式車輛），並於1933年生產了多種類型（三菱重工的SR I車和SR B車。石川島汽車公司（現五十鈴汽車公司）生產了SR-II和SR-III的原型車，部分在抗日戰爭期間用於戰鬥測試，但並未正式部署。
第一辆量产的两栖坦克是维克斯-卡登罗伊德A4E11/12两栖坦克，于1931年左右研制。虽然它可以用浮动螺旋推进，但它的武器和装甲却低得相当于一辆小型坦克。虽然它没有被英国陆军采用，但却出口到中国、荷兰和苏联等国家。苏联制造了T-33作为一个死仿品，但后来生产了自己的改进版本， T-37和T-38 。这些Cardenroid型两栖坦克在诺门罕事件和冬季战争期间被用于战斗。
第一輛大量生產的兩棲坦克是維克斯-卡登羅伊德 A4E11/12 兩棲坦克，於 1931 年左右開發。 雖然能夠以漂浮方式進行螺旋推進，但其武裝和裝甲的性能卻與微型坦克一樣低。 雖然沒有被英國陸軍採用，但卻出口到中國、荷蘭、蘇聯等國家。 蘇聯製造了T-33作為一個死仿品，但後來生產了自己的改進版本，T-37和T-38。 這些Cardenroid型兩棲坦克在諾門罕事件和冬季戰爭期間用於戰鬥。
在潛水艇版本中，BT-5PKh是蘇聯開發的，作為裝備通氣管等的BT-5坦克的改進型，並於1936年左右部署了少量單位。

### 第二次世界大战
在二戰中，由於登陸作戰的增加，許多兩棲坦克被開發出來並用於作戰。
德國國防軍開發了一種兩棲坦克，這是現有坦克的改進版本，用於在英國大陸的登陸行動。 II號浮動式兩棲坦克是II號坦克，車體後部的引擎區域覆蓋有防水罩，車體兩側或前後安裝有兩個船形浮體。 推進是透過旋轉履帶實現的，在水上的移動速度約為10公里/小時。也開發了III號浮動式兩棲坦克和IV。 這用防水罩覆蓋了三號坦克和四號坦克的車體之間的縫隙（落地後，坦克從內部被炸毀，將防水罩拆下進行戰鬥），發動機進氣和排氣裝置上裝有帶有防水罩的管子。防回流閥，將機器人延伸至水面上的浮體，軌道以5 km/h的速率在約15 m深度的海底行駛。 上述所有行動均計劃透過渡船運送至登陸目標點海岸，然後從那裡發射。 雖然入侵英國本土的行動被推遲並且沒有使用，但二號兩棲坦克和三號潛水坦克經過一些修改後被分配給第18坦克營。 它於1941年6月被引入巴巴羅薩行動，並用於布庫河渡河行動。 早期版本的虎I重型坦克還配備了用於渡河的潛水裝備。 該設計假設了由於重量限製而難以使用橋樑的情況。
此外，以「踏腳石行動」逼近太平洋戰區日本的美國海軍陸戰隊，開發了各種兩棲車輛，甚至使用了兩棲坦克。 一種是LVT(A)系列，以兩棲裝甲運兵車LVT為基礎，配備戰車和自走砲的砲塔。 另一方面，他們也在對現有的M4中型坦克進行改造，採用一種帶有巨大進排氣裝置的車輛，從發動機所在的車體後部向上延伸，使其能夠在淺水中作業。
英國陸軍在珀西·霍巴特少將的指揮下，開發了一種名為謝爾曼DD的浮動兩棲坦克，它是M4中型坦克的改良型。 其中許多用於諾曼第登陸，但許多最終淹沒在海浪中。出於這個原因，有些人認為對輕型微型坦克進行改裝就足夠了。
在日本，海軍開發的供地面部隊使用的特種2型內火艇投入使用。

### 第二次世界大战后
雖然具有一定兩棲能力的裝甲戰車數量不斷增加，但專用的兩棲坦克卻不多。唯一的例子就是蘇聯的PT-76以及中國製造的先進型號。 PT-76系列曾用於越戰等戰鬥。
此外，在冷戰時期，人們對用於水下作戰和滲透作戰的履帶式潛艇進行了研究，這些潛艇有時通常被稱為「潛水坦克」。

## 主要两栖坦克
德國
- 二號兩棲戰車
- 三號潜水戰車
- 四號潜水戰車

 日本
- 特二式内火艇
- 特三式内火艇
- 特四式内火艇
- 特五式内火艇

 英国
- 維克斯卡登羅伊德 A4E11/12
- 瓦倫丁DD坦克
- 雪曼DD坦克

 美国
- LVT（LVT（A）
- M551謝里登輕型坦克

 苏联
- T-37A 兩棲戰車
- T-38 兩棲戰車
- T-40 水棲戰車
- PT-76兩棲坦克

 瑞典
- Ikv 91兩棲戰車

 中国
- 63式水陸坦克
- ZTD-05兩棲突擊車

- PT-85（82式戰車）

## 相关项目
- 兩棲車輛
- 登陸艇